# Nathaniel James
Nathaniel James (Puerto España, 17 de junio de 2004) es un futbolista trinitense que juega en la demarcación de centrocampista para el Portland Hearts of Pine de la USL League One.

## Selección nacional
Tras jugar en varias categorías inferiores de la selección, finalmente hizo su debut con la selección de fútbol de Trinidad y Tobago el 11 de marzo de 2023 en un encuentro amistoso contra Jamaica que finalizó con un resultado de 0-1 a favor del combinado trinitense tras un gol de Reon Moore.

## Clubes
| Club                    | País              | Año       | Partidos | Goles |
| ----------------------- | ----------------- | --------- | -------- | ----- |
| W Connection            | Trinidad y Tobago | 2019-2023 |          | 1     |
| Club Sando              | Trinidad y Tobago | 2023      |          | 16    |
| Mount Pleasant FA       | Jamaica           | 2023-2025 | 29       | 0     |
| Portland Hearts of Pine | Estados Unidos    | 2025-     |          |       |